# Baruch Konfino

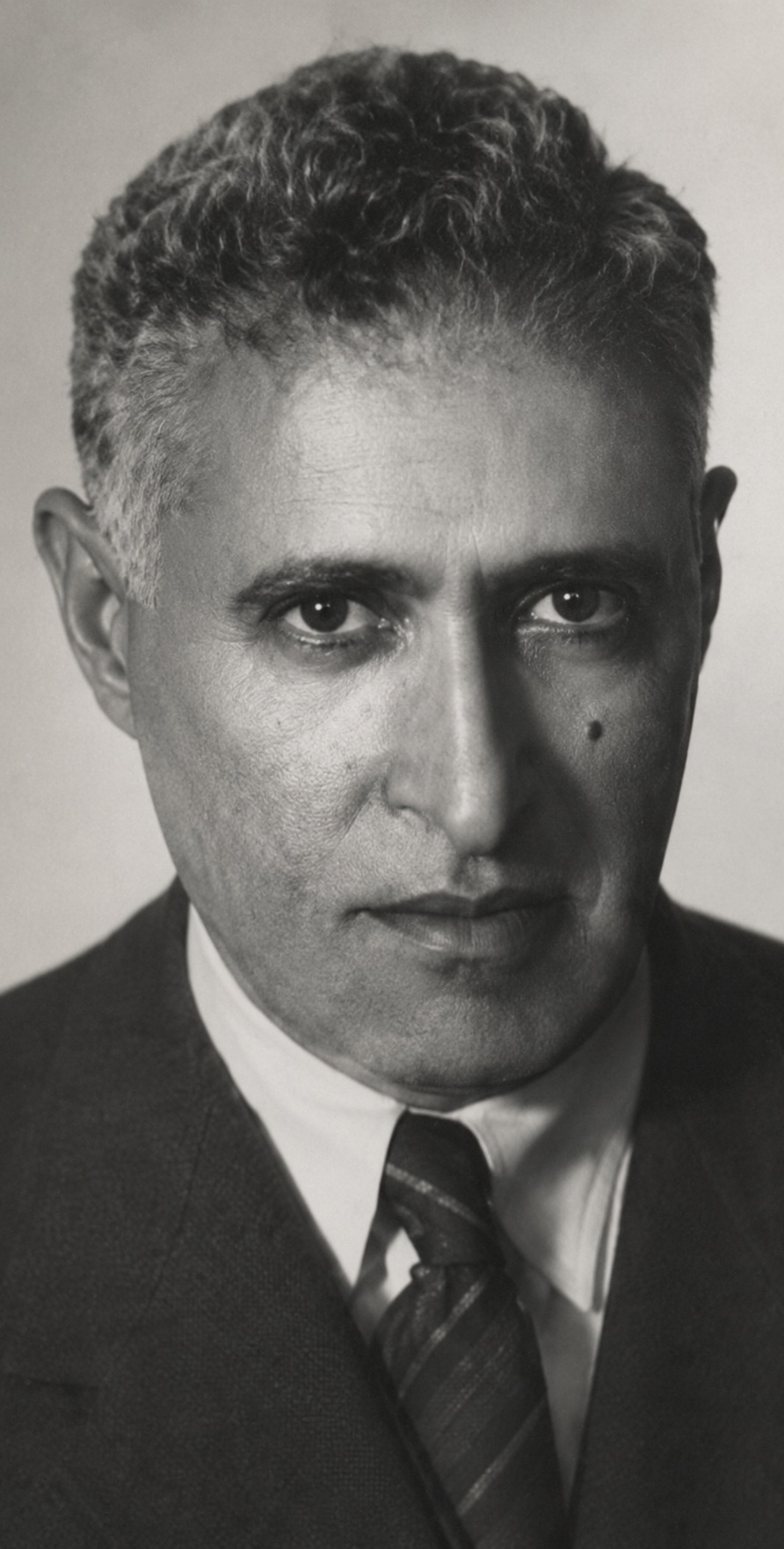
Passbild 1939

Baruch Konfino (hebräisch ברוך קונפינו, bulgarisch Барух Конфино; * 5. Oktober 1891 in Sofia, Bulgarien; † 16. Juli 1982 in Gedera, Israel), auch Baruch Confino genannt, war ein israelisch-bulgarischer Augenarzt, Zionist und Organisator von jüdischen Migrationsschiffen zur illegalen Auswanderung ins Mandatsgebiet Palästina (Alija Bet).

## Frühe Entwicklung
Nach Aussagen seines Sohnes begann Konfino 1911 in Montpellier, Medizin zu studieren. 1915 wurde er in die bulgarischen Streitkräfte eingezogen und diente als Militärarzt während des Ersten Weltkrieges. Nach dem Krieg schloss er an der Universität Sorbonne, wo er sich in der zionistischen Studentenbewegung engagierte, ein Studium zum Augenarzt ab. Nach seiner Rückkehr nach Sofia wurde er Vorsitzender der Makkabibewegung Bulgariens und stellvertretender Vorsitzender der Herzl-Vereinigung in Sofia.

## Alija Bet
In den frühen 1930er Jahren half er in Zusammenarbeit mit Recha Freier deutschen Juden, die auf ihrem Fluchtweg Bulgarien erreichten. So wurde er immer stärker der politischen Situation und der Transportnöte der aus Deutschland flüchtenden Juden gewahr und er brachte sich immer stärker in die illegale Auswanderung nach Palästina ein. Als die Fahrt der Ageus Nicolaus im März 1939 von der Herzl-Vereinigung nicht mehr finanziell unterstützt wurde, weil der Mossad le Alija Bet die heimliche Anlandung für diese Fahrt in Palästina noch nicht organisiert hatte, entschied er auf das Drängen der notleidenden wartenden jüdischen Flüchtlinge hin eigenmächtig, das Unternehmen durchzuführen. 800 Passagiere erreichten so im Mai Palästina und wurden von den Briten interniert. Diese Erfahrung bewog ihn, selbstständig die komplizierten Fahrten zu organisieren, da er der Meinung war, dass die Koordination mit größeren zentralisierten Organisationen zu aufwändig wäre und die drängenden organisatorischen Probleme schnell vor Ort geklärt werden müssten.

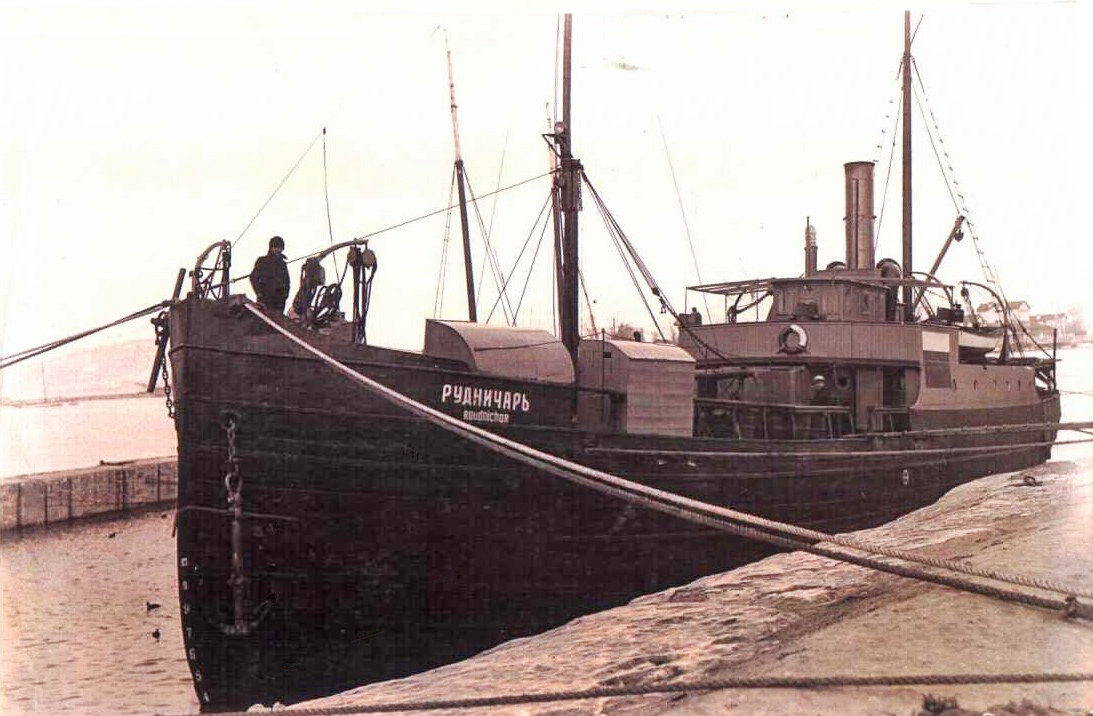
Rudnitchar in Warna

Als unabhängiger Organisator von Flüchtlingsfahrten musste er für die Beschaffung und Umrüstung der Schiffe, die wegen des Krieges knapp und von minderer Qualität waren, bei explodierenden Preisen Geld vorlegen und versuchen, Geld einzuwerben, bevor durch den Kartenverkauf Mittel hereinkamen. Da seine Migrantengruppen hauptsächlich aus zusammengewürfelten zahlungskräftigen Flüchtlingen bestand, mangelte es ihnen an Organisation und Gruppenführung. Das führte auf den Fahrten zu unliebsamen sozialen Dynamiken, die das Zusammenleben auf hoher See störten. Unterstützt von zionistischen Freunden in Ungarn und von einzelnen Hechaluz-Emissären, die ihm Passagiere vermittelten, konnte er 3683 Menschen nach Palästina bringen. Die erfolgreichsten Fahrten führte er mit der Rudnitchar aus, bis die ungarischen Behörden ihre weitere Verwendung im März 1940 untersagten. Die unglückliche Fahrt mit der seeuntüchtigen Libertad, die Haifa im Juli 1940 wegen Motorschadens nur segelnd mit dehydrierten und ausgehungerten Passagieren erreichte und konfisziert wurde, beschädigte seinen Ruf. Das nächste eigenständige Unternehmen scheiterte, weil die seeuntüchtige Salvador in einem Sturm am 12. Dezember 1940 im Marmarameer sank und mehr als 200 Flüchtlinge dabei ums Leben kamen. Nach Angaben seines Sohnes übernahm er die Verantwortung für das Unglück und er wurde von den Behörden in einem bulgarischen Konzentrationslager für Dissidenten interniert. Rohwer dagegen führt an, dass er noch die Fahrt der Struma organisiert hätte, während für Ofer die Tätigkeit nach der Salvador-Tragödie endet. Beide erwähnen keine Internierung.

## Einschätzung
Die Historikerin Dalia Ofer sieht in ihm – im Gegensatz zu Bertold Storfer – eine Person mit Kämpfernatur, die der Sache wegen ihre eigene Reputation hinten anstellte und alles tat, den Migranten zu helfen. Aber weder sein kämpferischer Einsatz noch Naivität würden entschuldigen, dass er bereit war, das Leben von Migranten so rücksichtslos auf hoher See in Gefahr zu bringen.